# 남예멘 디나르

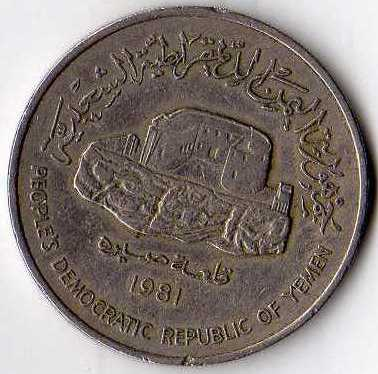

남예멘 디나르(아랍어: دينار)는 남예멘에서 사용되었던 통화이다. 1 디나르는 1,000 필스(아랍어: فلس)에 해당한다. 고정 환율제를 시행했으며 환율은 1 미국 달러 = 0.3454 남예멘 디나르였다. 1990년 남예멘과 북예멘(예멘 아랍 공화국)의 통일과 함께 예멘 리알로 통합되었다.